# Шийак
Шийа́к (фр. Chillac) — коммуна во Франции, находится в регионе Пуату — Шаранта. Департамент — Шаранта. Входит в состав кантона Броссак. Округ коммуны — Коньяк.
Код INSEE коммуны — 16099.
Коммуна расположена приблизительно в 430 км к юго-западу от Парижа, в 140 км южнее Пуатье, в 38 км к юго-западу от Ангулема.

## Население
Население коммуны на 2008 год составляло 206 человек.
| 1962 | 1968 | 1975 | 1982 | 1990 | 1999 | 2008 |
| ---- | ---- | ---- | ---- | ---- | ---- | ---- |
| 279  | 229  | 223  | 188  | 165  | 170  | 206  |

## Экономика
В 2007 году среди 120 человек в трудоспособном возрасте (15—64 лет) 81 были экономически активными, 39 — неактивными (показатель активности — 67,5 %, в 1999 году было 63,5 %). Из 81 активных работали 71 человек (37 мужчин и 34 женщины), безработных было 10 (5 мужчин и 5 женщин). Среди 39 неактивных 7 человек были учениками или студентами, 22 — пенсионерами, 10 были неактивными по другим причинам.

## Достопримечательности
- Приходская церковь Сен-Сюльпис (XII век). Памятник истории с 1961 года[7]
- Замок Шийак (XV век). Памятник истории с 1961 года[8]

## Фотогалерея

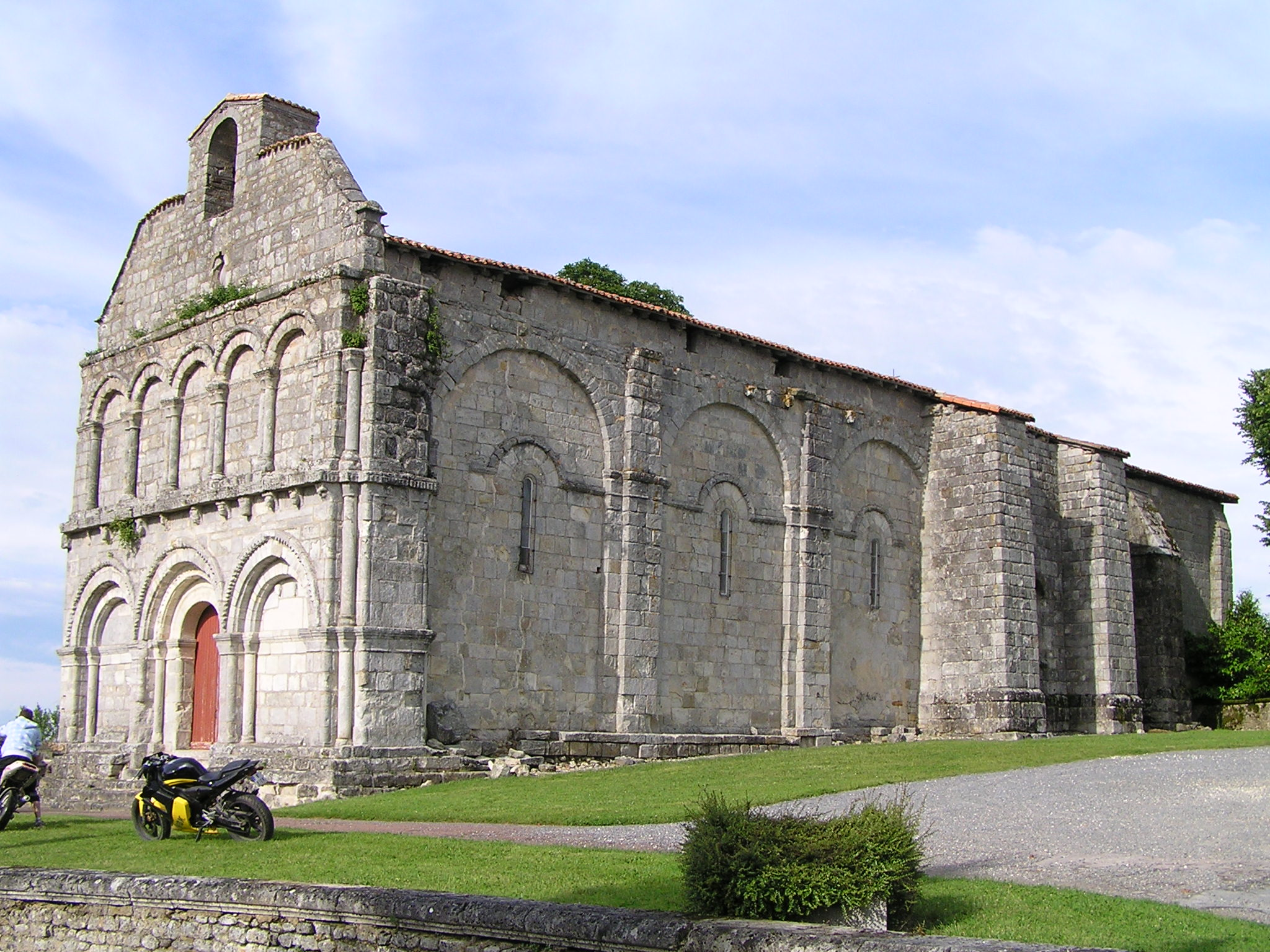
Церковь Сен-Сюльпис
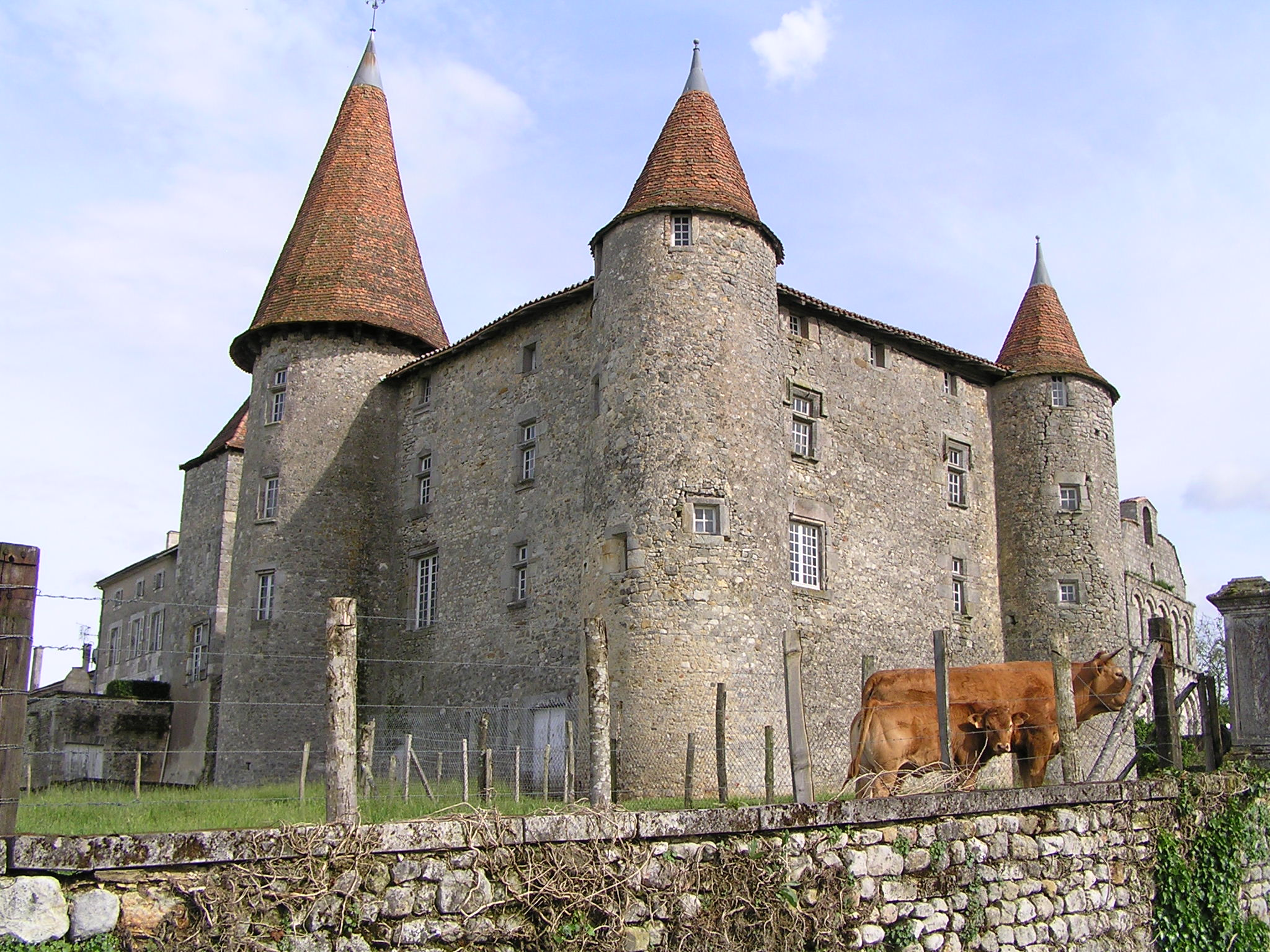
Замок Шийак
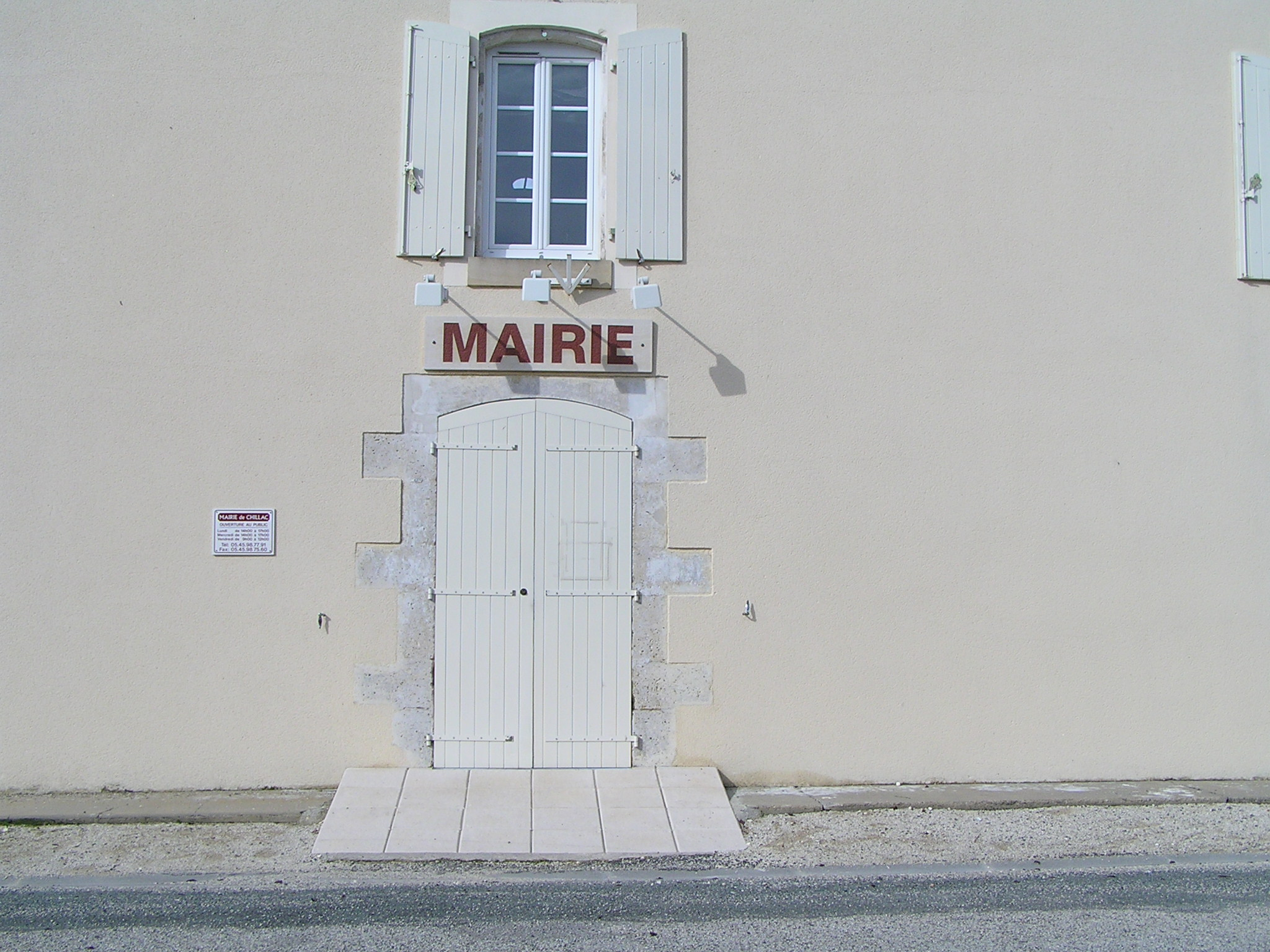
Мэрия